# Melanocharis arfakiana
Melanocharis arfakiana là một loài chim trong họ Melanocharitidae.